# Desaparición del TC-48
La desaparición del TC-48 de la Fuerza Aérea Argentina ocurrió el 3 de noviembre de 1965. El avión Douglas C-54 Skymaster matrícula TC-48, que llevaba cadetes egresados de la Escuela de Aviación Militar, había partido de la Base Aérea de Howard en Panamá con rumbo al aeropuerto de San Salvador. Transcurridos 30 o 40 minutos después de despegar, el piloto informó un incendio en uno de los motores y avisó al control de San José en Costa Rica que se dirigirán allí; nunca llegó, y el avión permanece desaparecido, siendo considerado el mayor misterio de la aviación argentina. Todos los cadetes, miembros de la tripulación y pasajeros se los dio por muertos.

## Secuencia de eventos

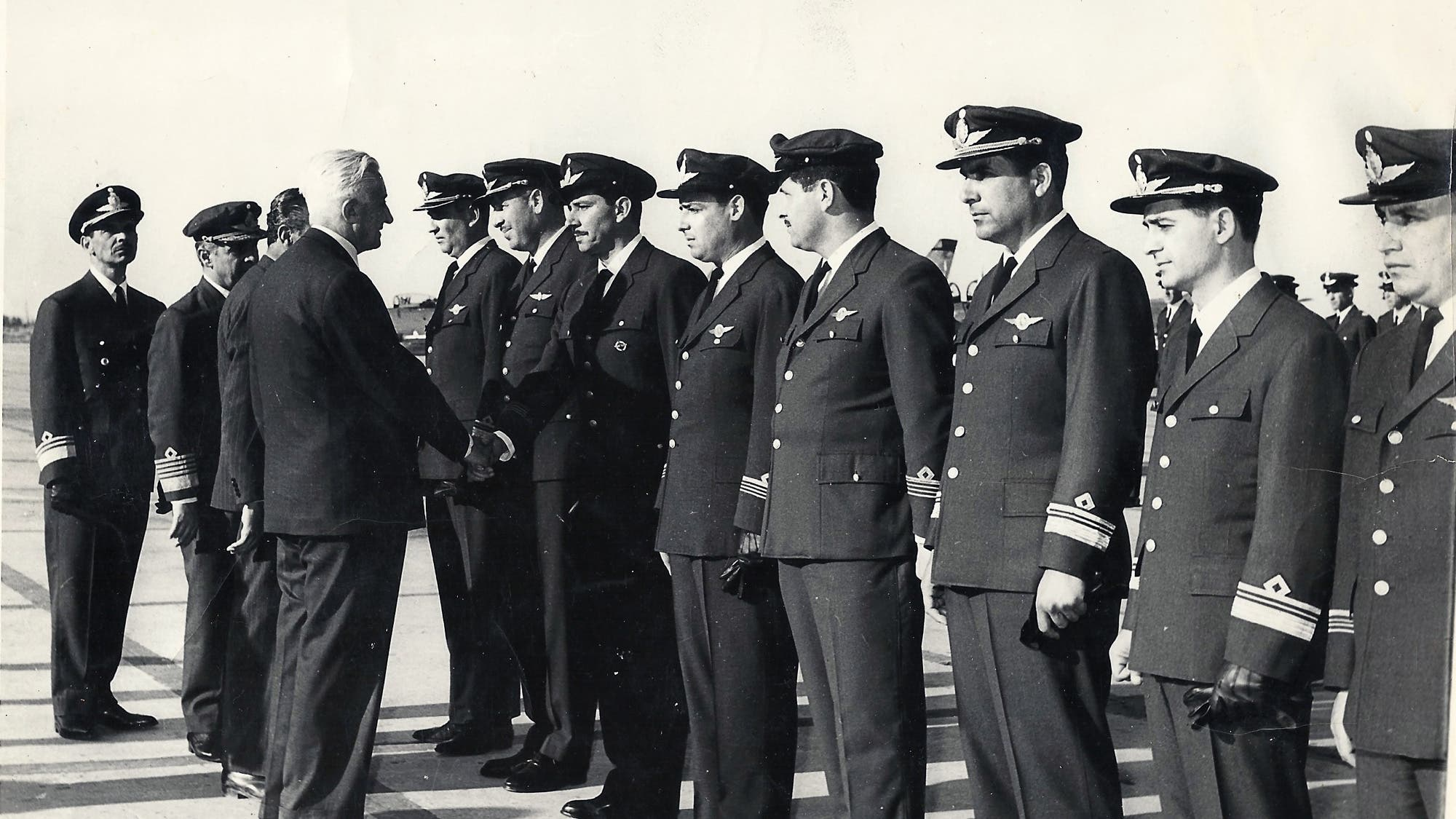
Arturo Umberto Illia, el entonces presidente de la Argentina, saluda a los tripulantes del TC-48 antes de empezar el viaje.

El TC-48 despegó desde El Palomar el 31 de octubre de 1965 hacia la Escuela de Aviación Militar, la tripulación estaba integrada por 9 miembros, a los que se sumaban 5 oficiales y 54 cadetes, totalizando así 68 ocupantes. El vuelo de instrucción lo llevaría hasta Estados Unidos y sería acompañado por otro Douglas DC-4, el T-43 que transportaba el resto de la promoción. Ambas aeronaves partieron al día siguiente, voló hasta la base Cerro Moreno (Chile) donde tras una escala técnica continuó el vuelo hacia la base de La Palmas, en Lima (Perú). Allí pernoctaron e incorporaron dos cadetes de la Fuerza Aérea Peruana, los cuales fueron distribuidos en ambos aviones. El 2 de noviembre vuelan hacia Panamá con escala técnica en Guayaquil (Ecuador); y al otro día, debían cumplir el trayecto entre la base Aérea de Howard y el Aeropuerto de San Salvador (El Salvador), cubriendo una distancia de unos 1150 km que le insumirían unas 3:45 h de vuelo.
Tras la formación de cadetes y oficiales, se procedió al embarque. Así a las 05:43 despega el T-43 y a las 05:49 hace lo propio el TC-48. Ambas aeronaves seguirían la misma ruta, conocida como "Mike", habiéndose fijado una altitud de crucero de 6500 pies (2145 m). Ambas aeronaves mantienen esporádicos contactos radiales. A las 06:27 el TC-48 reporta a la torre de Panamá que se encuentra sobre la posición "Mike-5" sin novedad con altitud de 6500 y rumbo a San Salvador. Las condiciones meteorológicas para la primera parte de la ruta no eran las mejores. El pronóstico indicaba turbulencia severa, fuertes lluvias y visibilidad de muy limitada a cero. A partir de este momento comienzan a surgir una gran cantidad de informes cruzados, donde no coinciden horarios, datos supuestamente aportados por los pilotos del TC-48 y muchos comentarios que nunca han podido ser verificados plenamente. Por un lado hay quienes indican que el radio-operador del TC-48 emitió a las 06:36 la siguiente comunicación: “...Tegucigalpa, Tegucigalpa, TC-48, fuego motor tr...tres, a...zaje inmediato...” Esta supuesta comunicación solo permite establecer que había fuego en el motor tres y que procedía al aterrizaje o amerizaje, ya que no se pudo determinar qué palabra se empleó. Si está chequeado que la situación le fue notificada al T-43. El TC-48 no recibió ninguna respuesta de Tegucigalpa ni de Howard donde aparentemente intentó comunicarse para informar de su situación. Es entonces cuando aparece en escena uno de los testigos principales, el piloto Álvaro Protti quien comandaba un Curtiss C-46 de LACSA (Líneas Aéreas Costarricenses S.A.) rumbo a Miami, el cual a las 06:44 estableció contacto con el TC-48. En un reportaje el piloto mencionó lo siguiente:

Entrevistador: -Recuerda usted, ¿a qué hora se produjo la llamada?
Piloto del Curtiss: -No podría decirlo con exactitud, pero era por la mañana, temprano.
Entrevistador: -Le dijeron si tenían fuego dentro de la cabina?
Piloto del Curtiss: -No, no dentro de la cabina no. Había fuego en un motor y otro estaba parado. Los inconvenientes eran sobre el ala derecha, es decir los motores tres y cuatro.
Entrevistador: -Qué le pedían los pilotos ?
Piloto del Curtiss: -Que les hiciera contacto con el aeropuerto de San José, la intención de ellos era aterrizar en esa pista.
Entrevistador: -Lo consiguió ?
Piloto del Curtiss: -Si pero les aconsejé que aterrizaran en la pista de Puerto Limón. Volaban a 7000 pies y con los problemas que tenían y la carga que llevaban debían bajar a 4000. A esa altura jamás habrían podido aterrizar en San José porque las montañas que rodean la ciudad son muy altas.
Entrevistador: -Cambiaron de rumbo ?
Piloto del Curtiss: -Nunca me lo dijeron. Quien dialogaba conmigo dijo que iba a comunicar mi sugerencia al comandante de la nave, que tomaría la decisión.
Entrevistador: -Reportaron en qué posición se encontraban ?
Piloto del Curtiss: -Si, como a 45 min de la pista de Limón, sobre la isla de Veragua.
Entrevistador: -Le dijeron si estaban ante un inminente peligro de caída ?
Piloto del Curtiss: -No, todo lo contrario. Dijeron que estaban combatiendo el fuego en el motor y que tenían control sobre la máquina. El operador de radio incluso, dijo que el comandante evaluaba proseguir vuelo hacia Managua.
Entrevistador: -Cree que el avión cayó al mar ?
Piloto del Curtiss: -Hay dos posibilidades; si viraron hacia la derecha, sobre el ala que no tenían propulsión cayeron al agua; si siguieron la ruta que los llevaba a Limón, cayeron sobre tierra. 

La última comunicación se sucede a las 07:05 cuando el TC-48 informa que sobrevolaba Bocas del Toro, con rumbo hacia la pista de Puerto Limón donde ya se había declarado la emergencia y eran movilizados bomberos y ambulancias a la espera del avión. Un reporte que nunca ha sido reconocido oficialmente, indica que el T-43 recibió la última comunicación donde se informaba que estaba a 40 millas de la costa, con 500 m de altitud, imposibilitado de mantener la línea de vuelo y que se aprestaba a amerizar. Según otros dichos, también reportaron problemas eléctricos que dificultaban la lectura del radiocompas. Desde entonces no hubo más comunicaciones y allí comenzó el misterio del TC-48.
Existe una hipótesis de que el avión cayó en la selva costarricense.

## Búsqueda
Numerosas operaciones de búsqueda fueron realizadas desde 1965, todas sin éxito alguno.

## La aeronave

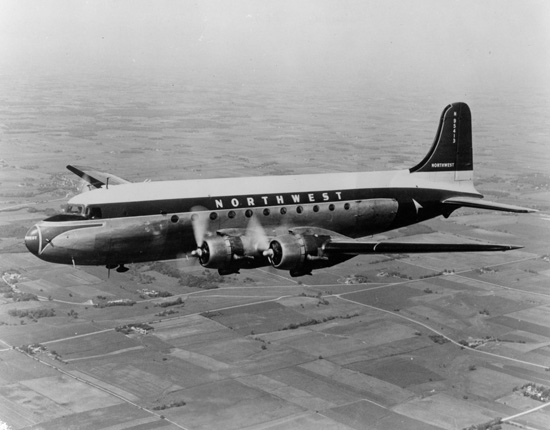
Douglas DC-4 de Northwest Airlines, idéntico al TC-48.

La aeronave fue asignada a la I Brigada Aérea con asiento en El Palomar e inmediatamente se comenzó a utilizar para los vuelos STAM. Desde el 20 de octubre al 19 de noviembre de 1964 participó en el Viaje Final de Instrucción de la Promoción XXX de cadetes de la EAM, en compañía del Douglas DC-4 TC-44.
Durante la campaña antártica 1964/65 formó parte de la Fuerza Aérea de Tareas Antárticas (FATA). Entre las misiones en las que participó la máquina durante esa campaña se destacan las mediciones cósmicas en vuelo, mediante equipos montados a bordo del aparato y distintos lanzamientos de pertrechos sobre la Base Esperanza. El 5 de febrero el TC-48 formó parte de la denominada Operación Matienzo, dando apoyo al legendario C-47 TA-05, en el cruce al continente blanco. El 15 de marzo de 1965 daría el mismo apoyo a la aeronave BS-03 Grumman HU-16B. Existen reportes que indican que en febrero de 1965, el Douglas DC-4 TC-48 alcanzó a sobrevolar el círculo polar antártico. El 7 de mayo de 1965, por disposición del Poder Ejecutivo de la Nación, la Fuerza Aérea Argentina despachó a Santo Domingo dos aviones Douglas DC-4 (TC-48 y TC-42) conduciendo tropas, material sanitario y medicina para atender a las víctimas de los sucesos revolucionarios registrados en República Dominicana.
El 22 de septiembre de 1965 nuevamente brindó apoyo al TA-05 en el cruce realizado desde el continente con destino a la Antártida. El 31 de octubre de 1965 El TC-48 partió junto con la aeronave T-43, conduciendo parte de la Promoción XXXI de la EAM con destino a Lima, Perú. El 3 de noviembre despegó de la pista de Base Aérea de Howard, en la zona del canal de Panamá, con destino al Aeropuerto de San Salvador, etapa del viaje desafortunadamente no tendría un final feliz. Se lo dio por desaparecido cuando sobrevolaba territorio costarricense.

## Mitos y leyendas
- La leyenda más importante que apareció en un principio fue que los aborígenes de la zona donde supuestamente había caído el avión, se habían quedado con distintas pertenencias de los cadetes. Así apareció el famoso “Indio Porfiador” quien aseguraba haber encontrado los restos del avión y haber dado muerte a tres cadetes sobrevivientes para cubrir el robo de sus pertenencias. Dicho aborigen fue detenido pero nunca se le encontró ni dinero argentino ni ropa de los cadetes y ningún otro elemento que lo relacionara directamente con el TC-48.
- Otro mito que aún existen hablan que momentos antes del despegue fueron cargadas varias cajas de madera dentro de la cabina de pasajeros. En TC-48 carecía de asientos tradicionales, contaba con asientos de tela en los laterales del fuselaje y posiblemente disponía de unos asientos dobles en el medio del pasillo para incrementar la capacidad de pasajeros, con lo cual es muy difícil que los ya apretados cadetes pudieran dar espacio a cajas de madera dentro de la cabina, ya que las mismas no podían fijarse al piso o a las paredes, lo que implica un gran peligro ya que cualquier maniobra de la aeronave podría desplazarlas peligrosamente hacia los cadetes. Este mito seguramente nació con la primera gran búsqueda que estuvo a cargo del Capitán Juan Tomilchenko quien aseguró haber localizado dos cajas de madera incendiadas con explosivos. Según él pertenecían al avión, pero eso nunca ha podido ser demostrado.
- Otro punto que jamás ha podido ser esclarecido refiere a supuestos inconvenientes técnicos muy habituales en el TC-48, especialmente en los motores. Hay algunos testimonios que indican que durante el vuelo los motores sufrieron varios problemas, en especial antes de salir de Argentina. Lo cierto es que los inconvenientes en el avión se inician con el incendio de uno de los motores (N.º 3, interno del ala derecha), aunque también hay referencias de problemas con el motor N.º 4 (externo ala derecha). Bajo estas circunstancias las posibilidades de mantener el control de una aeronave como el TC-54, con importante carga, sobrevolando el mar y con meteorología adversa han sido factores desencadenantes del accidente.

## Personas a bordo
Tripulación
- Comandante del avión: Renato Humberto Fellipa
- Primer piloto: Miguel Ángel Moyano Vizzarra
- Segundo piloto: Esteban José Viberti
- Navegador: Luis Gaudencio Merlo
- Mecánico: Basilio Rotchen
- Comecánico: Amado Fernández
- Radiooperador: Osvaldo Juan Arto
- Comisario de a bordo: Roberto Mendozi
- Apoyo técnico: Santiago Horta

Pasajeros
- José Alberto Fonseca
- Mario Nello Zurro
- José Carlos Lozano
- Miguel Ángel Álvarez Paz
- Jorge Eduardo Olocco

Cadetes
- Ricardo José Salomón García
- Carlos José Marchesoni
- Jorge Reymundo Sellares
- Oscar Ricardo Taddeo
- Juan Carlos Monferini
- Luis Nicolás Origone
- José Luis Ferletic
- Jorge Luis Betoño
- Adalberto Manuel Carrilero
- Juan Carlos Santiago
- Osvaldo Enrique Giussani
- Héctor Oscar Atie
- Jorge Eduardo Catalá
- Roberto Francisco Vitetta
- Julio Segundo Gamen
- Jorge Amilcar Sánchez
- David Cristian Gauna
- Pedro Alberto Zabaleta
- Gerónimo Lorenzo Terradas
- Juan Bernardino Tomilchenko
- Jorge Juan Stamelos Ruefli
- Emilio Carlos Guarnieri
- Roberto Lionel González de Luca
- Roberto Luis Pessana
- Alberto Aberlino Senas
- Bartolomé Esteban Vesco
- Raúl Daniel Ortiz
- Raúl Alberto Ramello
- Ricargo Guillermo Montenegro
- Mario Omar Castellano
- Héctor María Becerra
- Marcelo Pirusel
- Víctor Domingo Colantonio
- Alfredo Luis Trigo
- Lorenzo Juan Martínez
- Mario Alberto Pérez
- Luis Ricardo Bellés
- Roberto Nicolás Ramaglia
- Roberto Luis Stangalino
- Argentino Osiris Rodeyro
- Orlando Pedro Bravino
- Antonio Rafael Nomdedeu
- Walter Horacio Almada
- Julio Mario Pereyra
- Juan José Seco Rincón
- Juan Carlos Royo
- Juan Domingo Alguacil
- Juan José García
- Enrique Miguel Páez
- Ricardo Augusto Guzzo
- Oscar Vuistaz
- René Benjamín Labroussans
- Federico Carlos Bremme
- Tulio Salomón Ortiz Ugaz Calderón